# Issy-l'Évêque
Pour les articles homonymes, voir Issy (homonymie) et L'Évêque.
Issy-l'Évêque est une commune française située dans le département de Saône-et-Loire, en région Bourgogne-Franche-Comté.

## Géographie
Avec une superficie de 71,13 km², c'est la plus grande commune de Saône-et-Loire.

### Localisation
La commune se trouve à la pointe sud des terrains granitiques du Morvan, entre Morvan et Charolais.

### Climat
Pour des articles plus généraux, voir Climat de la Bourgogne-Franche-Comté et Climat de Saône-et-Loire.
En 2010, le climat de la commune est de type climat océanique dégradé des plaines du Centre et du Nord, selon une étude du Centre national de la recherche scientifique s'appuyant sur une série de données couvrant la période 1971-2000. En 2020, Météo-France publie une typologie des climats de la France métropolitaine dans laquelle la commune est exposée à un climat océanique altéré et est dans la région climatique Centre et contreforts nord du Massif Central, caractérisée par un air sec en été et un bon ensoleillement.
Pour la période 1971-2000, la température annuelle moyenne est de 10,6 °C, avec une amplitude thermique annuelle de 16,9 °C. Le cumul annuel moyen de précipitations est de 941 mm, avec 12,2 jours de précipitations en janvier et 7,7 jours en juillet. Pour la période 1991-2020, la température moyenne annuelle observée sur la station météorologique de Météo-France la plus proche, « Cressy », sur la commune de Cressy-sur-Somme à 8 km à vol d'oiseau, est de 12,0 °C et le cumul annuel moyen de précipitations est de 915,9 mm. 
La température maximale relevée sur cette station est de 41,1 °C, atteinte le 24 juillet 2019 ; la température minimale est de −22 °C, atteinte le 16 janvier 1985,,.
Les paramètres climatiques de la commune ont été estimés pour le milieu du siècle (2041-2070) selon différents scénarios d'émission de gaz à effet de serre à partir des nouvelles projections climatiques de référence DRIAS-2020. Ils sont consultables sur un site dédié publié par Météo-France en novembre 2022.

## Urbanisme

### Typologie
Au 1er janvier 2024, Issy-l'Évêque est catégorisée commune rurale à habitat dispersé, selon la nouvelle grille communale de densité à sept niveaux définie par l'Insee en 2022.
Elle est située hors unité urbaine et hors attraction des villes,.

### Occupation des sols
L'occupation des sols de la commune, telle qu'elle ressort de la base de données européenne d’occupation biophysique des sols Corine Land Cover (CLC), est marquée par l'importance des territoires agricoles (91,7 % en 2018), une proportion identique à celle de 1990 (91,7 %). La répartition détaillée en 2018 est la suivante : 
prairies (69,9 %), zones agricoles hétérogènes (20 %), forêts (6,7 %), terres arables (1,8 %), zones urbanisées (1,2 %), milieux à végétation arbustive et/ou herbacée (0,4 %). L'évolution de l’occupation des sols de la commune et de ses infrastructures peut être observée sur les différentes représentations cartographiques du territoire : la carte de Cassini (XVIIIe siècle), la carte d'état-major (1820-1866) et les cartes ou photos aériennes de l'IGN pour la période actuelle (1950 à aujourd'hui).

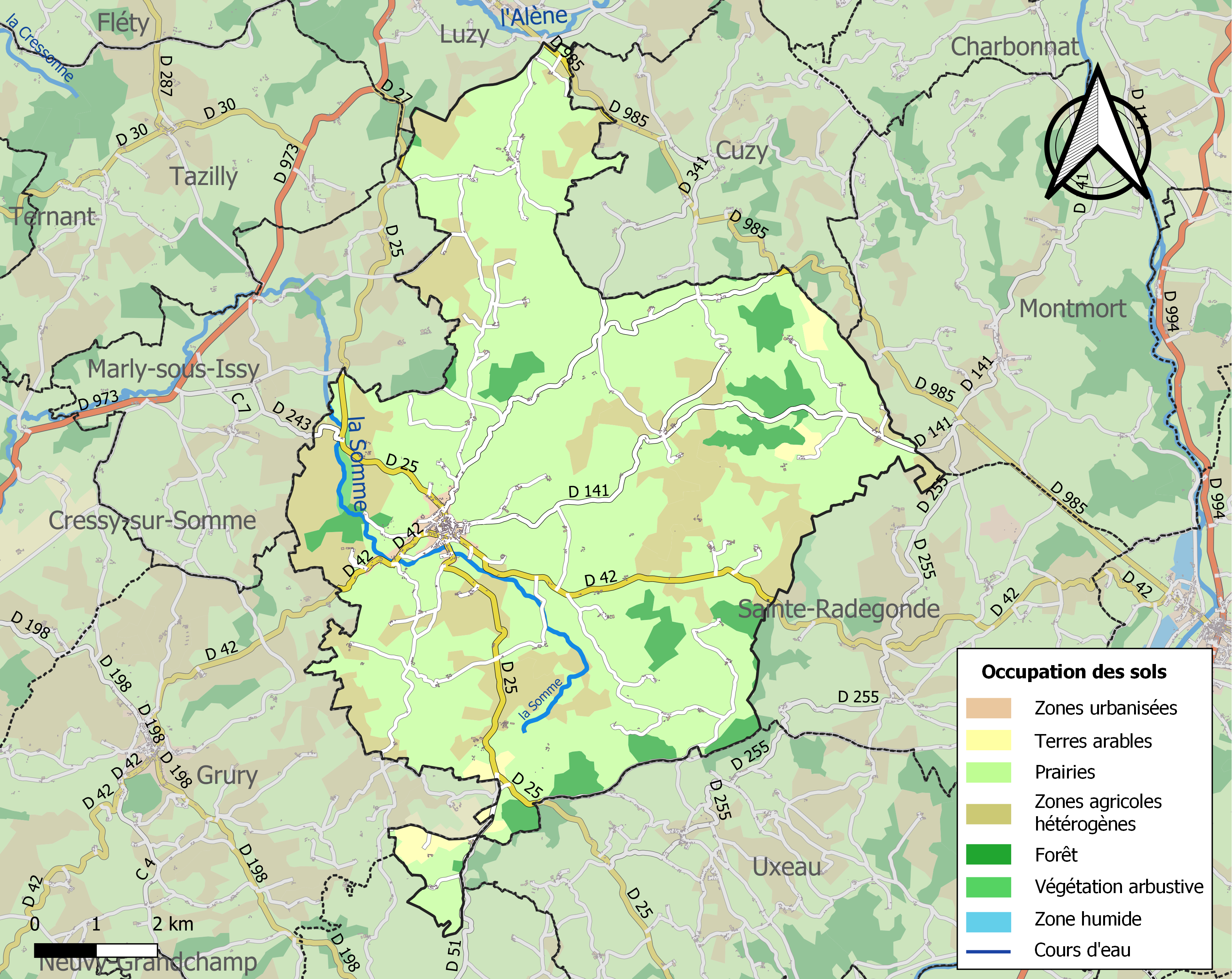
Carte des infrastructures et de l'occupation des sols de la commune en 2018 (CLC).

## Toponymie
Sous la Révolution française, la commune porta provisoirement le nom d'Issy-la-Montagne.

## Histoire
- 1790 : Jean-François Carion, curé révolutionnaire, devient maire de la commune et mène une politique ouvertement égalitariste, engagement qui lui vaut un emprisonnement de six mois au Châtelet jusqu'en mars 1791[14]
- 1793 : Issy-l'Evêque, à l'instar de quelque cent cinquante autres communes de Saône-et-Loire, change de nom et devient Issy-la-Montagne[15].

## Politique et administration

### Liste des maires
| Période                                  | Période   | Identité       | Étiquette | Qualité |
| ---------------------------------------- | --------- | -------------- | --------- | ------- |
| Les données manquantes sont à compléter. |           |                |           |         |
| 1998                                     | mars 2008 | Gilbert Vachet |           |         |
| mars 2008                                | mars 2014 | Daniel Michaud |           |         |
| mars 2014                                | en cours  | Serge Nivot    |           |         |

### Communauté de communes, canton
appartient à la communauté de communes Entre Arroux, Loire et Somme, créée le 1er janvier 2017 à la suite de la fusion des communautés de communes entre Somme et Loire et du Pays de Gueugnon.
Issy-l'Évêque était chef lieu du canton d'Issy-l'Évêque jusqu'à 2015, date d'effet du regroupement avec le canton de Gueugnon.

## Population et société

### Démographie
L'évolution du nombre d'habitants est connue à travers les recensements de la population effectués dans la commune depuis 1793. Pour les communes de moins de 10 000 habitants, une enquête de recensement portant sur toute la population est réalisée tous les cinq ans, les populations de référence des années intermédiaires étant quant à elles estimées par interpolation ou extrapolation. Pour la commune, le premier recensement exhaustif entrant dans le cadre du nouveau dispositif a été réalisé en 2007.

En 2022, la commune comptait 689 habitants, en évolution de −5,87 % par rapport à 2016 (Saône-et-Loire : −1,06 %, France hors Mayotte : +2,11 %).
| 1793  | 1800  | 1806  | 1821  | 1831  | 1836  | 1841  | 1846  | 1851  |
| ----- | ----- | ----- | ----- | ----- | ----- | ----- | ----- | ----- |
| 1 707 | 1 715 | 1 295 | 1 704 | 1 684 | 1 890 | 1 960 | 1 985 | 1 859 |

| 1856  | 1861  | 1866  | 1872  | 1876  | 1881  | 1886  | 1891  | 1896  |
| ----- | ----- | ----- | ----- | ----- | ----- | ----- | ----- | ----- |
| 1 830 | 1 772 | 1 868 | 1 797 | 1 971 | 1 985 | 2 107 | 2 188 | 2 079 |

| 1901  | 1906  | 1911  | 1921  | 1926  | 1931  | 1936  | 1946  | 1954  |
| ----- | ----- | ----- | ----- | ----- | ----- | ----- | ----- | ----- |
| 2 107 | 2 072 | 2 063 | 1 802 | 1 691 | 1 662 | 1 520 | 1 460 | 1 424 |

| 1962  | 1968  | 1975  | 1982  | 1990  | 1999 | 2006 | 2007 | 2012 |
| ----- | ----- | ----- | ----- | ----- | ---- | ---- | ---- | ---- |
| 1 373 | 1 315 | 1 158 | 1 062 | 1 012 | 907  | 871  | 865  | 786  |

| 2017 | 2022 | - | - | - | - | - | - | - |
| ---- | ---- | - | - | - | - | - | - | - |
| 706  | 689  | - | - | - | - | - | - | - |

### Manifestations culturelles et festivités
Fête patronale : dernier dimanche de juillet.

## Culture locale et patrimoine

### Lieux et monuments
- Le mont Dardon.
- Le château de Montrifaut, propriété de la commune entre 1986 et 2000. Non visitable depuis qu'il est affecté à un gîte. Édifié de 1895 à 1898 de style anglo-normand par l'architecte moulinois Jean Moreau. Son fils René en a construit une réplique en la Maison Mantin -  Inscrit MH (1990)[20]. Le site possède une glacière.
- L'église Saint-Jacques-le-Majeur, de style roman  Classé MH (1912)[21].
- Le château de Champcery, où madame de Genlis est née en 1746, a disparu.

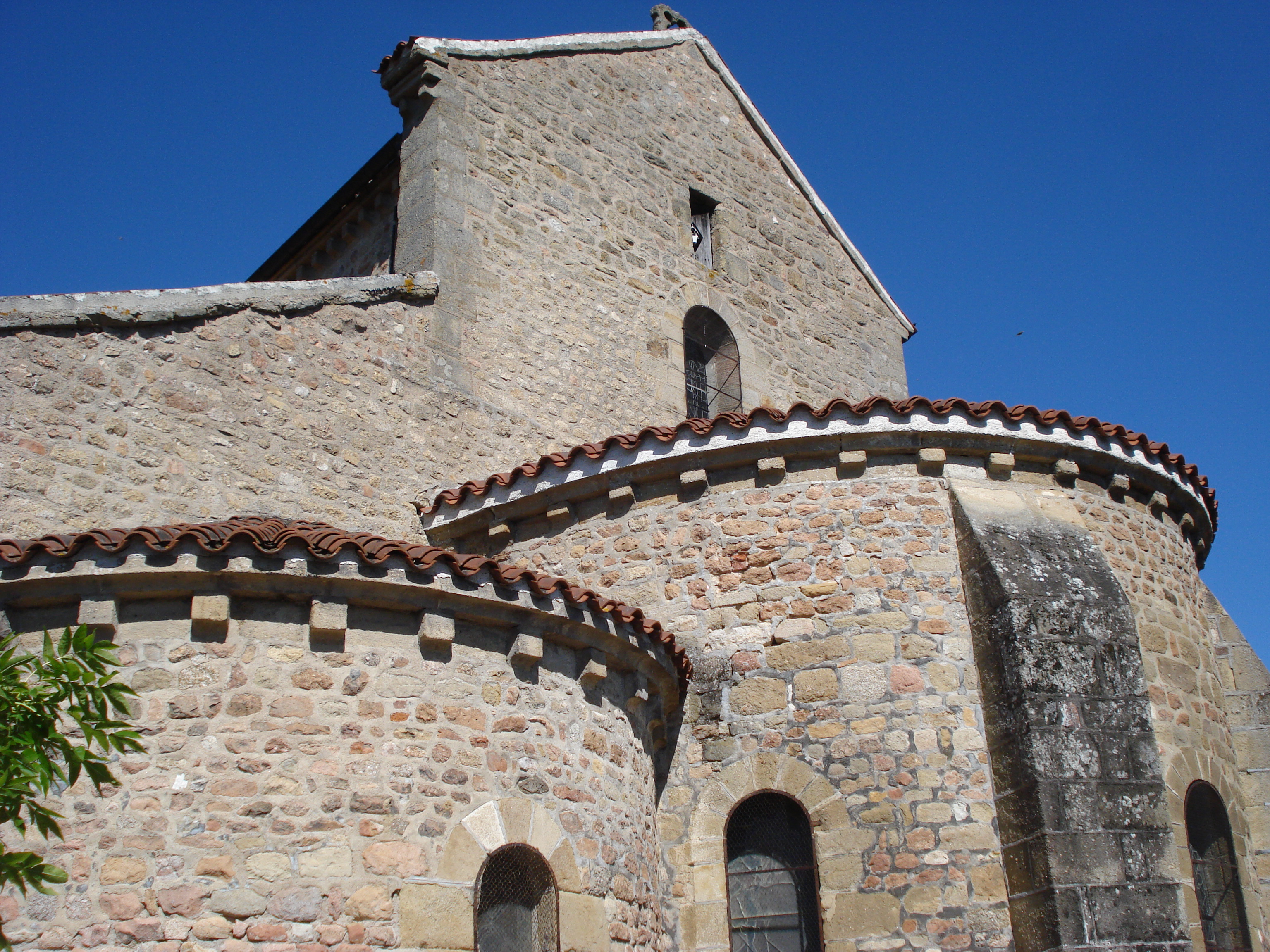
Chevet de l'église.
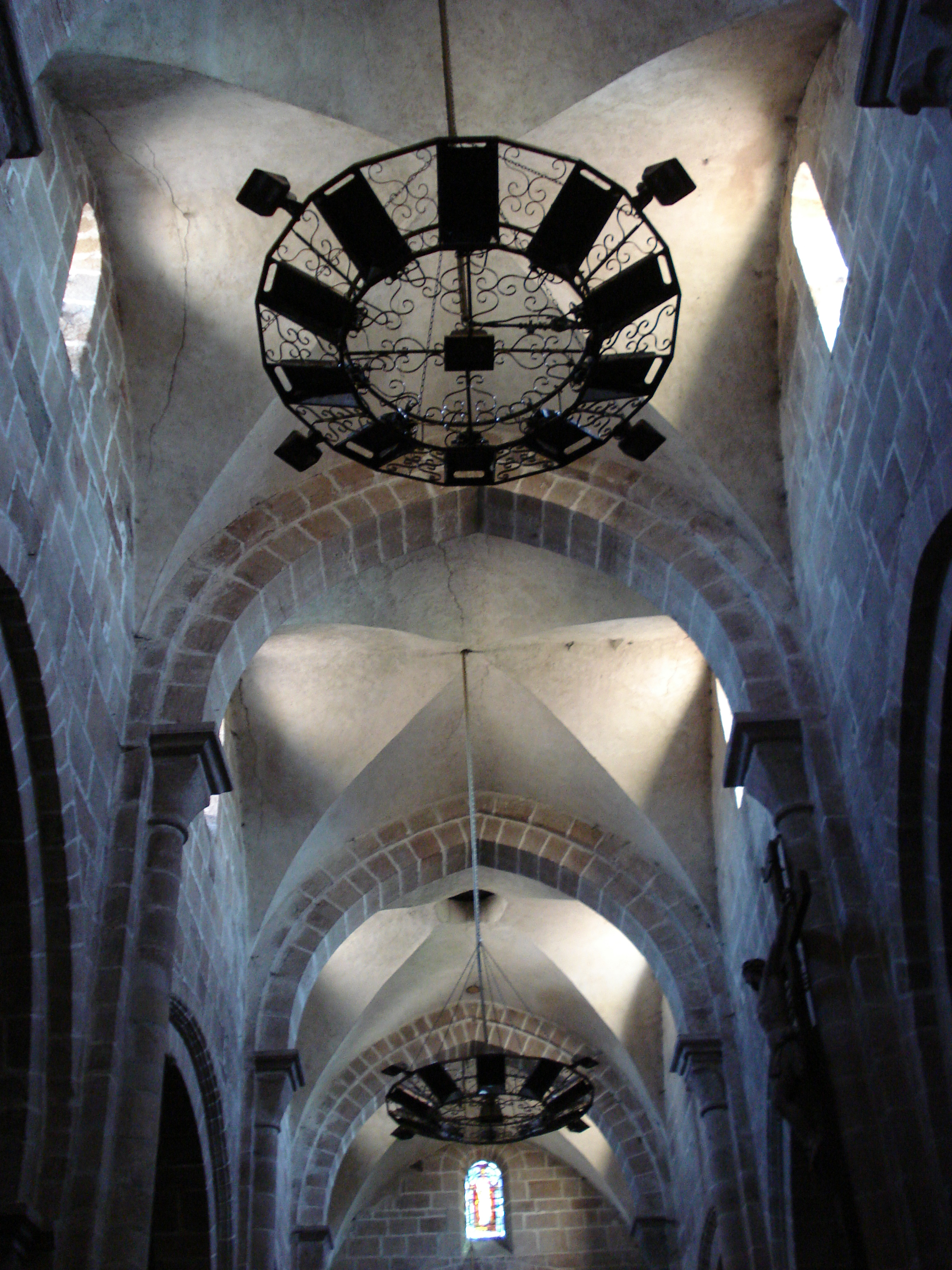
Plafond de l'église.
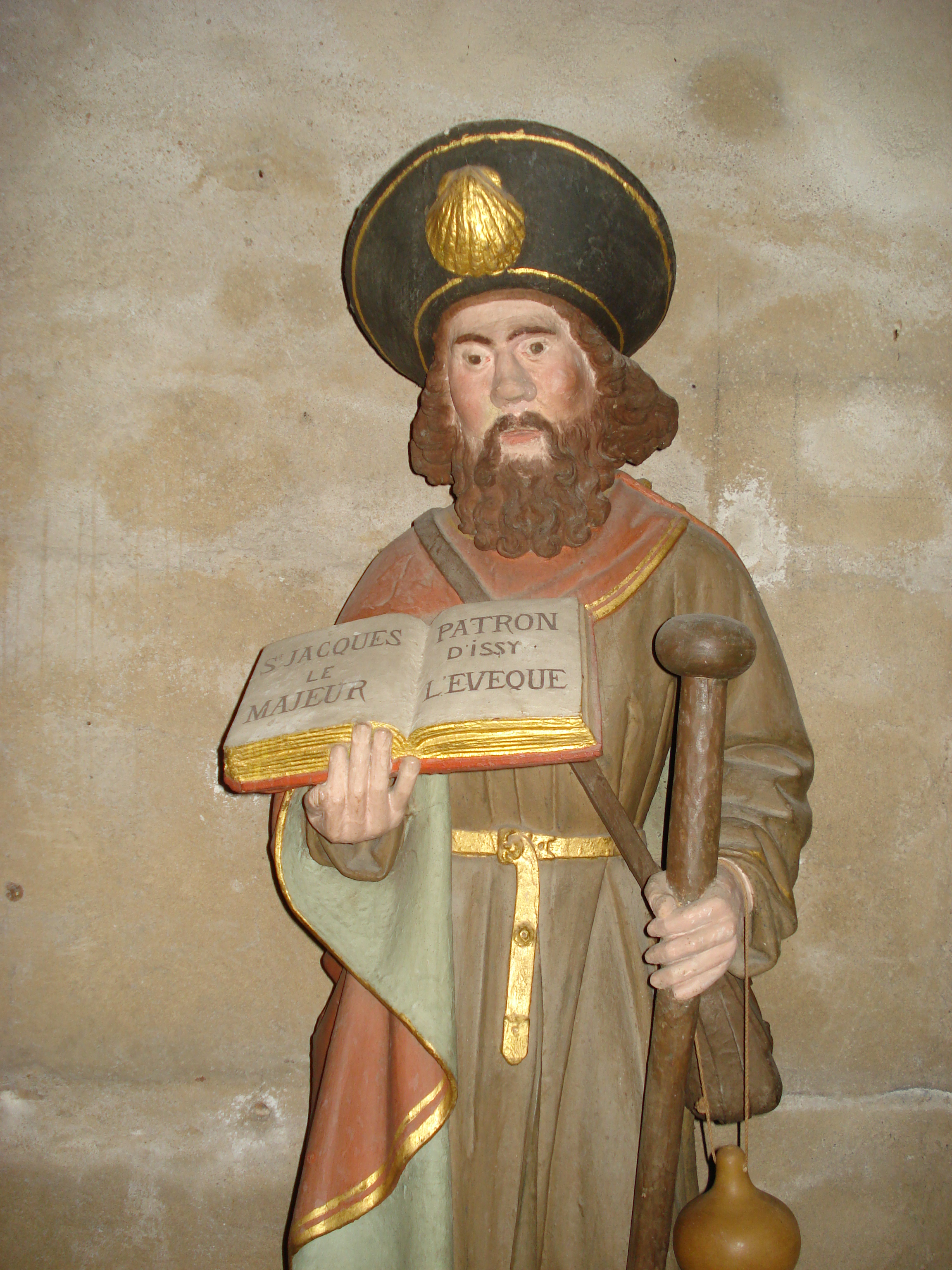
Saint Jacques le Majeur, patron d'Issy-l'Évêque.
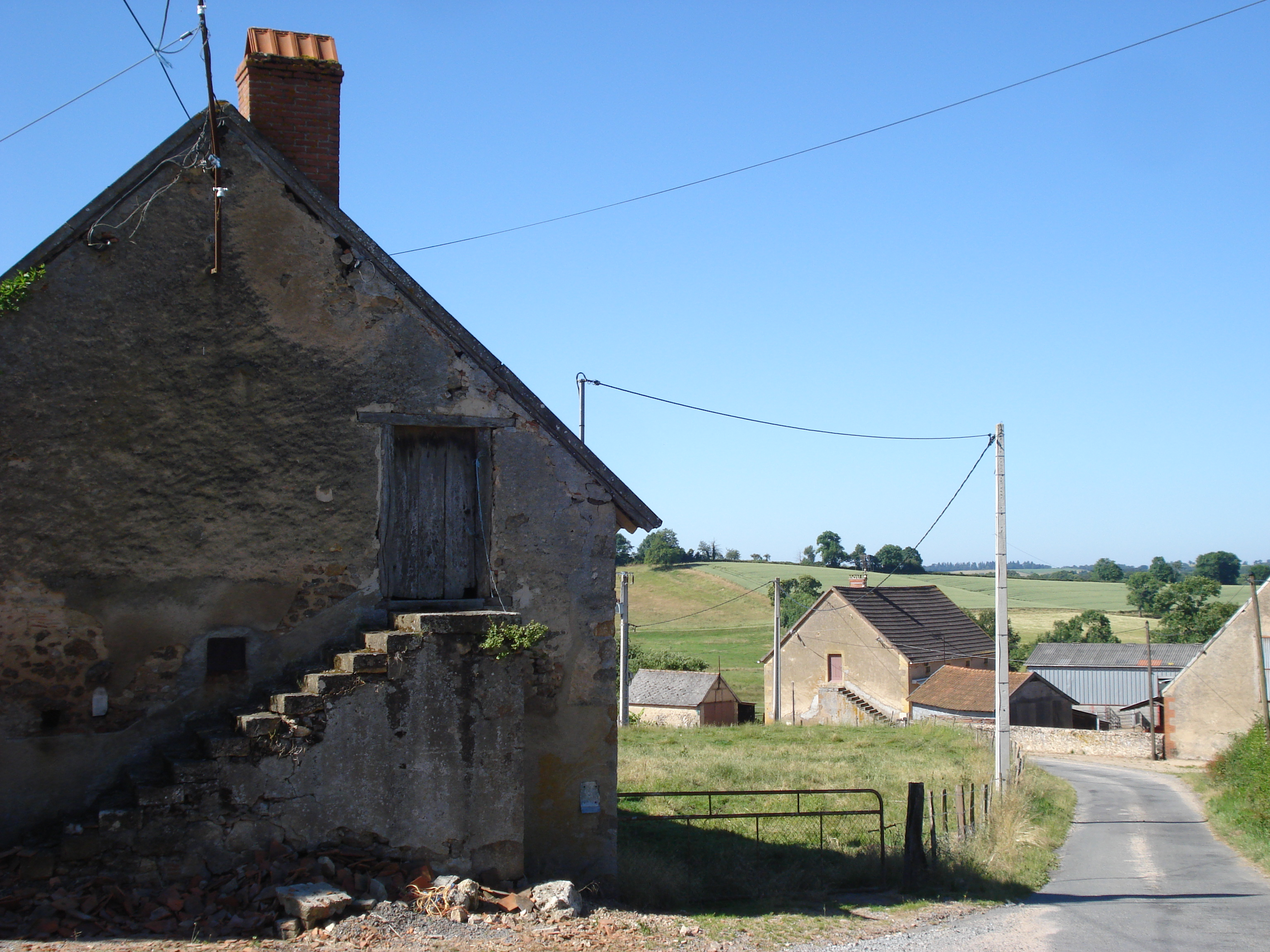
Hameau de Roche, fermes avec escaliers extérieurs.
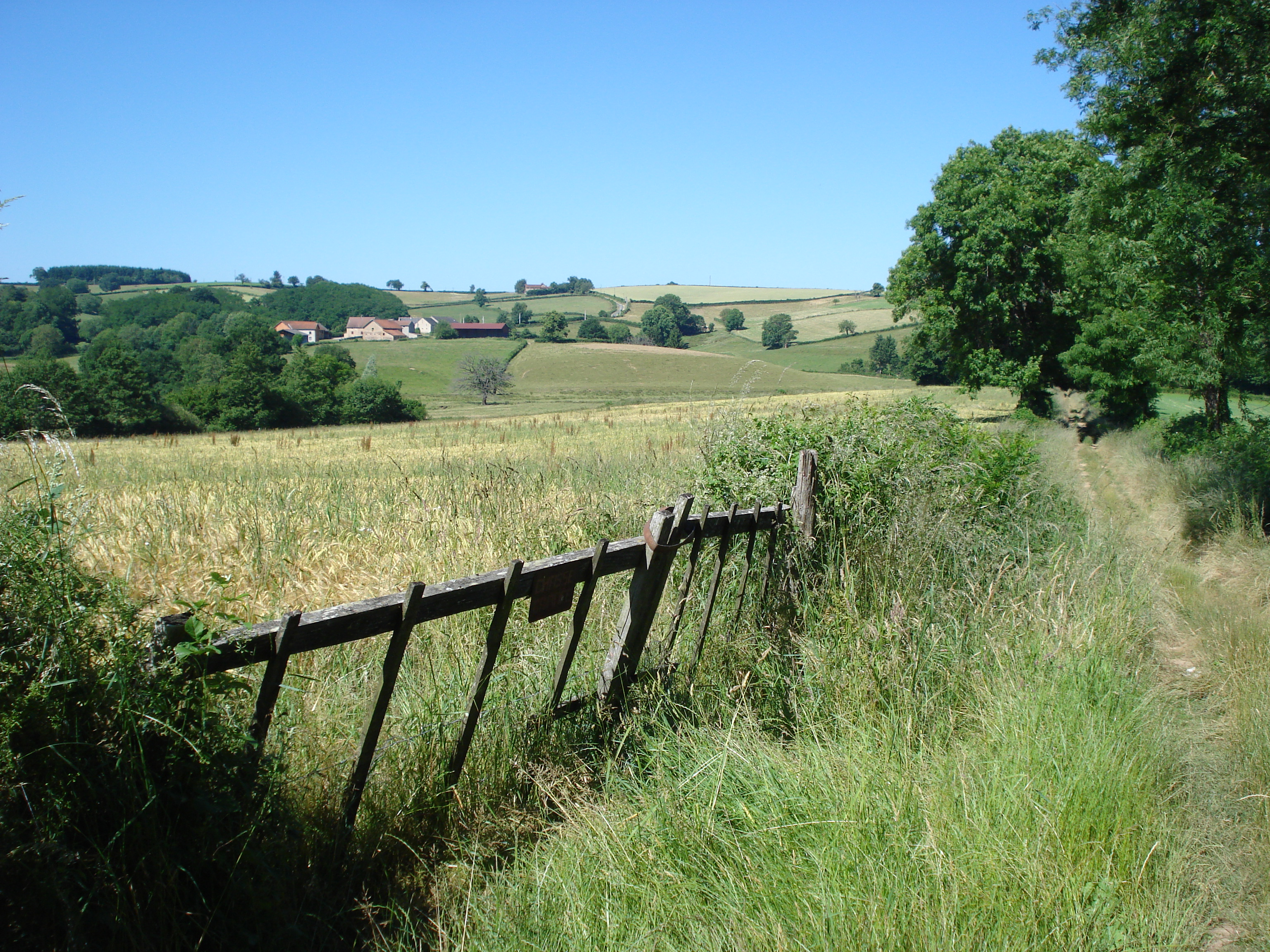
Paysage au sud d'Issy-l'Évêque.

### Personnalités liées à la commune
- Barthélemy de Chasseneuz (1480-1541), juriste, président du parlement de Provence, y est né en 1480[22].
- Félicité du Crest de Saint-Aubin, comtesse de Genlis (1746-1830), née au château de Champcery situé à 3 kilomètres d'Issy-l'Évêque, femme de lettres française.
- Jean-François Carion (1754-1833), curé d'Issy-l'Evêque (à partir de 1781) qui, dès le début de la Révolution, prit la tête du tiers-état. Il rédigea un code fait de 90 articles, sorte de mini-constitution faisant une ébauche de « petite République » appelée Issy-la-Montagne. Accusé de crime de lèse-nation, il fut arrêté et ne dut d'avoir la vie sauve qu'aux interventions favorables de Robespierre et Mirabeau, membres de la Constituante (qui rendit un décret favorable au prêtre, qui fut libéré le 18 avril 1791)[23].
- Irène Némirovsky (1903-1942), écrivain y a séjourné avec sa famille ; est arrêtée le 13 juillet 1942 et déportée au camp d'Auschwitz. Son mari, Michel Epstein, arrêté à son tour à Issy-l'Évêque, est également déporté[24]. La commune lui a rendu hommage par la création de deux sentiers "Sur les pas d'Irène Némirowsky"  l'un au bourg, à partir des lieux qu'elle décrit : le porche, l'Hôtel des Voyageurs, le monument aux Morts...;  l'autre en campagne où elle se rendait  à pied[25].

### Héraldique
|  | Les armes de la commune se blasonnent ainsi : D’azur semé de fleurs de lys d’or, au château de trois tours d’argent brochant sur le tout. |